# Adriaen Block
Adriaen Courtsen Block (Amsterdam, 1567 – Amsterdam, 1627) è stato un navigatore e mercante olandese.

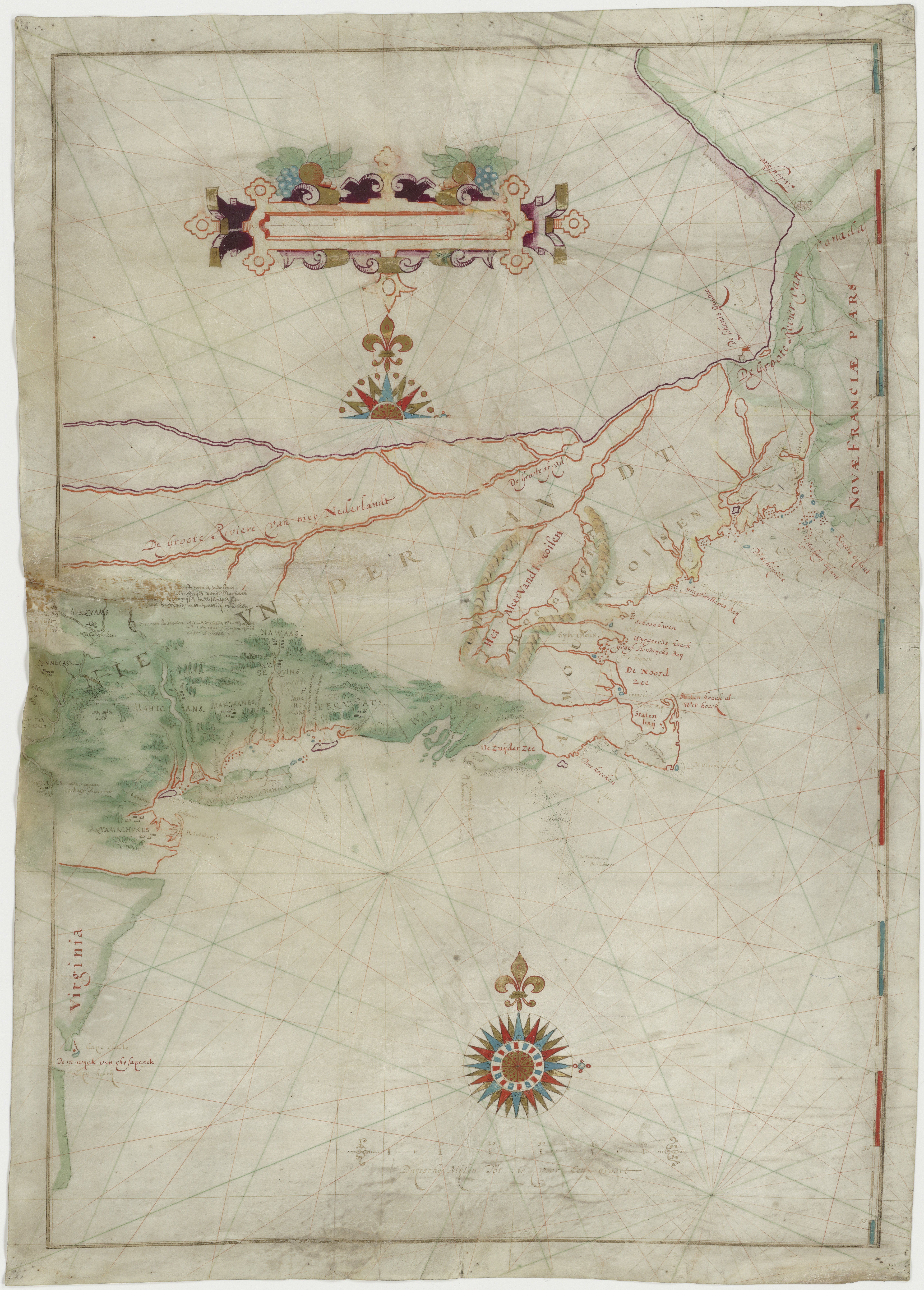
La carta disegnata da Adriaen Block nel 1614, in cui compare per la prima volte il termine Nuovi Paesi Bassi

È noto per quattro viaggi che fece tra il 1611 e il 1614 lungo le coste del New Jersey e del Massachusetts, poco dopo la spedizione di Henry Hudson del 1609.
Fu il primo europeo a stabilire relazioni di interscambio commerciale con le popolazioni amerinde autoctone, ed il primo a notare che Long Island e Manhattan sono isole, separate dal continente nordamericano. Visitò anche aree interne del continente navigando lungo il corso dei fiumi Delaware e Connecticut, esplorando tra l'altro la zona nei dintorni di Albany.
Esplorò la baia di Narragansett, di fronte all'attuale stato del Rhode Island. L'isola Block Island che vi si trova prende il suo nome. Secondo alcune ipotesi il nome stesso Rhode Island deriverebbe da Roote Eylandt (isola rossa in olandese), nome che avrebbe dato all'isola di Aquidneck per l'argilla rossa che si trova sulle sue coste. La maggioranza degli storici ritiene invece che il nome derivi dall'isola di Rodi, per la somiglianza che Giovanni da Verrazzano trovò tra tale isola e quella di Rodi in Grecia.
La carta geografica che disegnò dopo il suo viaggio del 1614 riporta per la prima volta dettagli della costa atlantica nordamericana fino ad allora sconosciuti. Vi è anche la prima menzione del termine Nuovi Paesi Bassi (Nieuw Niederland).
Una replica della sua nave, la Onrust, è all'ancora nel porto di Manhattan a New York.
È sepolto nella chiesa di Oude Kerk ad Amsterdam.